# Priscilla – Königin der Wüste
Priscilla – Königin der Wüste ist eine australische Tragikomödie des Regisseurs Stephan Elliott aus dem Jahr 1994, die von der Reise von drei Drag Queens durch das Outback erzählt.

## Handlung
Bernadette, alternd, transsexuell und gerade verwitwet, Mitzi, eine verheiratete Drag Queen und im Nebenjob Kosmetikberaterin, und Felicia, eine homosexuelle Drag Queen, sind drei Travestiekünstler in Sydney. Eines Tages erhält Mitzi ein Engagement in einem Hotel im australischen Outback, in Alice Springs. Also beschließen die Drei aus unterschiedlichen Gründen, sich auf die Reise zu machen. Felicia besorgt von drei schwedischen Touristen einen ausgemusterten Schulbus, den sie Priscilla tauft. Damit beginnt die Tour quer durch das australische Outback.
Im Niemandsland treffen die Drag Queens auf spießige Bewohner, Aborigines und endlose Wüste, welche mehr als genügend Platz für die kleineren und größeren internen Spannungen der zum einen sehr ähnlichen, zum anderen aber auch ganz unterschiedlichen Reisegruppe lässt. Auf dem Weg nach Alice Springs erfahren Bernadette und Felicia nebenher das Geheimnis von Mitzi: Er ist mit einer Frau verheiratet, von der er seit sechs Jahren getrennt lebt und die das Hotel führt, in dem er den Auftritt hat.
Unterwegs erleben die drei einige exzentrische Abenteuer. In Broken Hill muss Mitzi eine verlorene Wette einlösen, indem er im Fummel durch die Stadt läuft. Bei einem Reparaturaufenthalt lernen die drei Bob kennen, einen älteren Mechaniker, der mit einer jungen Frau, einer ehemaligen Stripperin, zusammenlebt, die er irgendwann im Vollrausch geheiratet hat. Bob repariert den Bus, der sofort wieder ausfällt, und so begleitet er die Gruppe, nachdem seine Frau ihn verlassen hat, bis nach Alice Springs. Auf der Fahrt kommen er und Bernadette sich näher. Bei einem Aufenthalt in Coober Pedy kommt es zu einer Jagd auf Felicia, die dabei nur knapp einer körperlichen Misshandlung entgeht.
Im Hotel angekommen, stellt sich heraus, dass Mitzi auch einen Sohn hat. Er will sein Leben als Drag Queen vor diesem verbergen und kleidet sich betont männlich. Bei einem gemeinsamen Ausflug zum Kings Canyon erfährt Mitzi, dass sein Sohn seine Geschichte kennt, als der ihn fragt, ob er sich wieder einen Freund anschafft, wenn sie in Sydney sind. Am Kings Canyon erfüllt auch Felicia sich ihren Traum, den Berg im Fummel zu besteigen; Bernadette und Mitzi begleiten ihn.
Nach mehreren, nicht ganz erfolgreichen Auftritten, soll die Rückreise beginnen. Bernadette kommt nicht mit zurück nach Sydney, sondern bleibt bei Bob, der einen Job im Hotel angenommen hat, um herauszufinden, ob sie zusammenpassen. Mitzi mit Sohn und Felicia fahren zurück nach Sydney, wo sie wieder auftreten.

## Wissenswertes
Für die Rolle von Bernadette war ursprünglich Tony Curtis vorgesehen, der sich einst in Manche mögen’s heiß als Frau verkleidet hatte. Curtis’ Frau soll ihm davon abgeraten haben, die Rolle anzunehmen.
In der gesamten Produktion des Films wurde nur ein Bus verwendet. Da der Film aber nicht entsprechend der Reihenfolge der Handlung gedreht wurde, wurde der Bus auf der einen Seite pink und auf der anderen Seite lavendelfarben angestrichen. Je nach Situation wurde dann auf der einen oder anderen Seite des Busses gefilmt.
Mit To Wong Foo, thanks for Everything, Julie Newmar erschien 1995 ein Film mit Patrick Swayze, Wesley Snipes und John Leguizamo in den Hauptrollen, der einige Ähnlichikeiten aufweist (drei Drag Queens auf einem Roadtrip), aber in Amerika spielt. Die Produktion von To Wong Foo begann indes noch während der Dreharbeiten von Priscilla, sodass es sich um kein Remake handelt.

## Musik
Der Soundtrack zum Film besteht hauptsächlich aus Songs der 1970er- bis 1990er-Jahre, von den Village People über Gloria Gaynor bis hin zu CeCe Peniston und Vanessa Williams. Es gibt zwar viele Anspielungen auf ABBA, aber nur einen Song auf dem Soundtrack (Mamma Mia).

## Synchronisation
Die deutsche Synchronisation entstand im Auftrag der Magma Synchron GmbH Berlin unter der Dialogregie und dem Dialogbuch von Joachim Kunzendorf.
| Rolle                                   | Darsteller         | Deutscher Synchronsprecher |
| --------------------------------------- | ------------------ | -------------------------- |
| Ralph / Bernadette Bassenger            | Terence Stamp      | Hasso Zorn                 |
| Anthony „Tick“ Belrose / Mitzi Del Bra  | Hugo Weaving       | Stefan Staudinger          |
| Adam Whiteley / Felicia Jollygoodfellow | Guy Pearce         | Claudio Maniscalco         |
| Bob                                     | Bill Hunter        | Helmut Müller-Lankow       |
| Benji                                   | Mark Holmes        | Jonas Rohrbach             |
| Shirley                                 | June Marie Bennett | Renate Rennhack            |
| Marion                                  | Sarah Chadwick     | Susanna Bonasewicz         |
| Cynthia Campos                          | Julia Cortez       | Monica Bielenstein         |
| Frank                                   | Ken Radley         | Martin Keßler              |

## Auszeichnungen
Academy Awards 1995
- Bestes Kostümdesign für Lizzy Gardiner & Tim Chappel

British Academy Film Awards 1995
- Best Costume Design
- Best Make Up/Hair

weitere Nominierungen
- Best Actor Leading: Terence Stamp
- Best Cinematography
- Best Original Screenplay
- Best Production Design

GLAAD Media Awards 1995
- Outstanding Film

Golden Globe Awards 1995
Nominierungen
- Best Motion Picture - Comedy/Musical
- Best Performance by an Actor in a Motion Picture - Comedy/Musical: Terence Stamp

Chlotrudis Awards 1995
- Best Movie

## Kritiken
„Schlicht inszeniertes, in den Dialogen provozierend direktes Außenseiter-Road-Movie, das aus seinen schillernden Protagonisten und der fremdartigen Szenerie der Wüste eine exotische Wirkung gewinnt. Hinter den Oberflächenreizen drohen jedoch die tieferliegenden Konflikte und Probleme verlorenzugehen.“

„Frech-bizarres Roadmovie aus Down Under“

Im Juli 2024 schreibt Axel Schock im Sissy Magazin, dass die politische Botschaft des Films leider aktuell bleibt. Erst 1997 wurde in Australien ein einheitliches Schutzalter für homo- und heterosexuelle Handlungen festgelegt. Eingetragene Partnerschaften sind nur in wenigen Bundesstaaten möglich, und 2004 wurde die gleichgeschlechtliche Ehe explizit verboten. Adam, Anthony und Bernadette erleben Anfeindungen und Vorurteile, die queere Menschen vielerorts noch heute kennen. In dieser Hinsicht bleibt „Priscilla“ leider zeitgemäß.

## Musical
Im Jahr 2006 feierte eine Adaption als Musical Weltpremiere im australischen Sydney, womit dies der erste australische Film ist, der als Musical adaptiert wurde. In der Folge feierte die Musical-Version internationale Erfolge, unter anderem am Londoner Westend und am New Yorker Broadway.